# Ray Putterill
Raymond Francis "Ray" Putterill (Liverpool, 1989. február 3. –) angol labdarúgó.

## Pályafutása

### Liverpool
Az ifjúsági csapattal a 2006–07-es szezonban FA-kupát nyert, a döntő visszavágóján a címért folytatott tizenegyespárbajban a Manchester United csapata ellen értékesítette a maga pontrúgását.
A felnőtt csapatban tétmérkőzésen nem játszott, de a 2007–08-as felkészülési időszakban a Crewe Alexandra elleni egyetlen barátságos meccsén csereként beállva gólt szerzett.